# Louise af Lorraine
Louise af Lorraine (fransk: Louise de Lorraine) (30. april 1553 – 29. januar 1601), var dronnings af Frankrig og kortvarigt dronning af Kongeriget Polen og storfyrstinde af Litauen gennem sit ægteskab med Henrik 3. af Frankrig. Som enkedronning havde hun også titlen hertuginde af Berry fra 1589 indtil sin død.

## Liv
Født i Nomeny i Hertugdømmet Bar, var Louise den tredje datter og yngste barn af Nikolaj af Lorraine, hertug af Mercœur og grevinde Margrete af Egmont. Hun var hendes forældres eneste overlevende barn, hendes ældre søskende, to søstre og en bror, døde som spæde.
Louises mor døde kort før hendes første fødselsdag i 1554, og hendes far giftede sig hurtigt igen i 1555 med Johanne af Savoyen-Nemours, og gav Louise en solid klassisk uddannelse og introducerede hende ved Nancys hof, da hun var ti år gammel. Johanne af Savoyen-Nemours døde i 1568, og Louises far indgik sit tredje og sidste ægteskab i 1569 med Katarina af Lorraine-Aumale.
I en alder af 20 blev Louise beskrevet som en smuk og delikat høj, blond pige med en lys hud, lysebrune øjne (sløret af en let nærsynethed) med en slank og raffineret silhuet. Hendes opdragelse resulterede angiveligt i, at hendes personlighed var stille, pligtopfyldende og from.

### Forslaget om ægteskab med Henrik 3.
Louise mødte først Henrik i efteråret 1573, da Henrik, hertug af Anjou, var på vej til Krakow, hovedstaden i sit nye rige, Polen-Litauen. Hun tiltrak Henriks interesse under en fest til ære for Henriks valg som konge af Polen-Litauen.
Efter Karl 9. af Frankrigs død efterfulgte Henrik af Polen-Litauen som Henrik 3. af Frankrig og vendte i smug tilbage til Frankrig. Louise var sammen med sin familie på vej til Reims til Henriks kroning, da Philippe Hurault de Cheverny og Michel Du Guast ankom for at fremsætte Henriks forslag om ægteskabs.

### Dronning af Frankrig
Louise og Henriks bryllup fandt sted i katedralen i Reims i en ceremoni under ledelse af kardinal Karl af Bourbon to dage efter Henriks kroning, 15. februar 1575. I slutningen af måneden tog den nye dronning af Frankrig hendes officielle indrejse til Paris sammen med sin mand.
Louise blev beskrevet som en "sød og dydig" ung kvinde og blev efter sigende øjeblikkeligt forelsket i sin mand, en følelse, der aldrig ændrede sig på trods af vanskeligheder, tragedier, hans utroskab og endelig død. Da hun var en from og meget simpel person siges det, at hun led frygteligt på grund af konflikterne mellem hendes familie (Huset Guise og Huset Lorraine og især mellem hendes bror Filip Emanuel, hertug af Mercœur) og hendes mand under De franske religionskrige.
Takket være sin rolige personlighed accepterede Louise sin mands excentriske opførelse: F.eks. elskede Henrik 3. at iklæde hende elegante kjoler og gjorde hende til en slags tøjdukke. Hun accepterede let dette, fordi hun var glad for hans opmærksomhed. Kongens interesse i at forkæle Louise blev brugt af hans fjender mod ham, han blev kaldt "frisøren til sin hustrus" i et smædeskrift.
I ægteskabet blev der ikke født nogen børn Tilsyneladende havde Louise været gravid i begyndelsen af sit ægteskab, men fik en spontanabort i maj 1575. Dog er dette et ubekræftet rygte, da der aldrig officielt blev annonceret nogen graviditet. Dronningen bebrejdede sig selv for dette og blev som et resultat tynd og led af anfald af depression. Mellem 1579 og 1586 foretog både hun og hendes mand adskillige fromme ofringer og pilgrimsrejser, især til Chartres og kurbehandlinger i håb om at få en arving. Som et resultat var arveprinsen (efter kongens bror Frans, hertug af Anjous død i 1584), den kontroversielle Henrik 3. af Navarra, et faktum, der satte yderligere pres på både Louise og hendes mand. I 1584 var der rygter om, at Henrik 3. ville skille sig fra hende, men de viste sig at være usande. Ifølge den franske historiker Brantôme blev Louise på et tidspunkt rådgivet af en hofdame, at fordi hendes ægteskab ikke ville resultere i børn, ville det være klogt at bruge en anden metode til at opnå dette (en hentydning til en anden biologisk far), men dronning blev dybt rystet af dette råd og nægtede at lytte.
Som dronning fik Louise en stor repræsentativ rolle af Henrik, og ofte i hans selskab deltog hun i ceremonier, fester og modtagelser ved hans side og udførte repræsentative opgaver, som f.eks. ved åbningen af stænderforsamlingen, og da hun placerede grundstenen til Pont Neuf med sin mand den 31. maj 1578. Hun var aldrig involveret i statsanliggender undtagen i ren ceremoniel forstand. Hun deltog i kongens rådsmøder, modtog ambassadører i sine egne kamre og ledte åbningen af parlamentet, når det var påkrævet, at hun udførte sådanne opgaver af ceremonielle årsager, men hun brugte aldrig disse opgaver til faktisk at deltage i politik.
Louise var populær blandt folket for sin skønhed og velgørende personlighed. På grund af denne popularitet, viste hun sig i 1588 som en moralsk, symbolsk støtte til kongens sag, da hun blev i Paris med sin svigermor, efter at kongen var flygtet fra hovedstaden under hans konflikt med hertugen af Guise.

### Enkedronning
Efter dominikanermunken Jacques Clement myrdede hendes mand den 1. august 1589 faldt Louise ned i en tilstand af permanent depression og begyndte at klæde sig i hvidt, de franske dronningers traditionelle sorgfarve, dermed fik hun tilnavnet "Den hvide dronning". Som enkesæde modtog hun Hertugdømmet Berry i sin levetid. Hun arbejdede med at rehabilitere mindet om sin mand, der var blevet ekskommunikeret efter mordet på Ludvig 2., kardinal af Guise. Den 6. september 1589, knap en måned efter sin mands død, bad Louise Henrik 4. om at rense sin afdøde mands navn, og den 20. januar 1594 krævede hun officielt rehabiliteringen af Henrik 3. ved en ceremoni i Nantes.
Efter sin mands død og i de næste 11 år boede Louise på Château de Chenonceau, som hun modtog som arv fra sin svigermor; hun installerede sit værelse på anden sal, og hun dækkede væggene med sort. Indretningen var temmelig mørk med de kendetegn, der normalt var forbundet med sorg: kors, skovle og spidser til begravelsen, overflødighedshorn der fældede tårer. Denne sort og sølvfarvede dekoration blev gengivet på gardinerne i sengen og vinduerne. Men slottet sad fast af gæld og uden en enorm personlig pension, testamenterede hun det til sin niece Françoise af Lorraine, det eneste overlevende barn og arving efter hendes bror, der senere blev gift med César, hertug af Vendôme (uægte søn af Henrik 4. og Gabrielle d'Estrées).
Louise døde på Château de Moulins i Moulins, Allier den 29. januar 1601, og al hendes ejendom blev distribueret eller brugt til at betale hendes gæld. I september 1603 beordrede en pavebulle opførelsen af et Kapucinerkloster i Paris til at begrave hende i, hvilket blev gjort den 20. marts 1608. Hendes jordiske rester, der blev fundet i oktober 1805, har siden 1817 været placeret i den kongelige krypt i Sank-Denis Basilikaen . Hun var den eneste dronning inden den Franske revolution, der faktisk blev begravet i en grav med hendes navn i Saint-Denis.

## Yderligere kilder
- Boucher, Jacqueline (1995). Deux épouses et reines à la fin du XVIe siècle: Louise de Lorraine et Marguerite de France (fransk). Publications de l'Universite de Saint-Etienne.
- Knecht, Robert J. (1998). Catherine de'Medici. Pearson Education Limited.
- Knecht, Robert J. (2016). Hero or Tyrant? Henry III, King of France, 1574-89. Routledge.